# 七条信全
七条信方（しちじょう のぶたけ、正徳4年（1714年）12月15日 - 寛延元年（1748年）9月25日は、江戸時代中期の公卿。

## 官歴
- 享保13年（1728年）：従五位上、侍従
- 享保16年（1731年）：正五位下、左少将
- 享保19年（1734年）：従四位下、左中将
- 元文3年（1738年）：従四位上
- 寛保2年（1742年）：正四位下
- 延享3年（1746年）：従三位

## 系譜
- 父：七条信方
- 母：綾小路俊景の娘
- 子：七条隆久
- 子：七条具安
- 子：七条隆房